# Itapua (animal)
Itapua tembei es una especie de araña araneomorfa de la familia Mysmenidae. Es el único miembro del género monotípico Itapua. Es originaria de Uruguay.